# حسین زرآور
حسین زرآور سیاست‌مدار ایرانی بود، که در  دوره بیست و دوم   بعنوان نماینده فیروزآباد در مجلس شورای ملی حضور داشت.